# Berghautunnel
Der Berghautunnel ist ein Eisenbahntunnel der Bahnstrecke Stuttgart–Horb im Süden Stuttgarts. Der Tunnel überquert die Grenze zwischen Sindelfingen und Stuttgart.  Das Nordportal führt nach Stuttgart-Rohr, das Südportal auf Sindelfinger Markung nach Böblingen. Das 200 m lange Bauwerk mit gerader Schienenführung liegt zwischen den Streckenkilometern 17,618 und 17,819. Das Bauwerk unterquert unter anderem die Bundesautobahn 8 und ist in beiden Richtungen mit 130 km/h befahrbar.
Der Tunnel wurde im Jahr 2014 täglich, in Summe beider Richtungen von 14 Zügen des Personenfernverkehrs und 36 Zügen des Regionalverkehrs befahren, außerdem stark von der Linie S1 der S-Bahn Stuttgart mit 112 Zügen, dazu noch durchschnittlich von 7 Güterzügen.
Das Bauwerk wurde in den Jahren 1877 bis 1879 errichtet und durchquert Schichten des Keupers. Im Tunnel ist seit 2006 eine Deckenstromschiene eingebaut.
Das Bauwerk wurde zwischen Juli und September 2016 saniert. Auf der vierstufigen Zustandsnoten-Skala von DB Netz war der Tunnel in den Jahren 2014 und 2017 in die Kategorie 2 eingestuft („Größere Schäden am Bauwerksteil, welche die Sicherheit nicht beeinflussen“).

## Planung für den neuen Berghautunnel

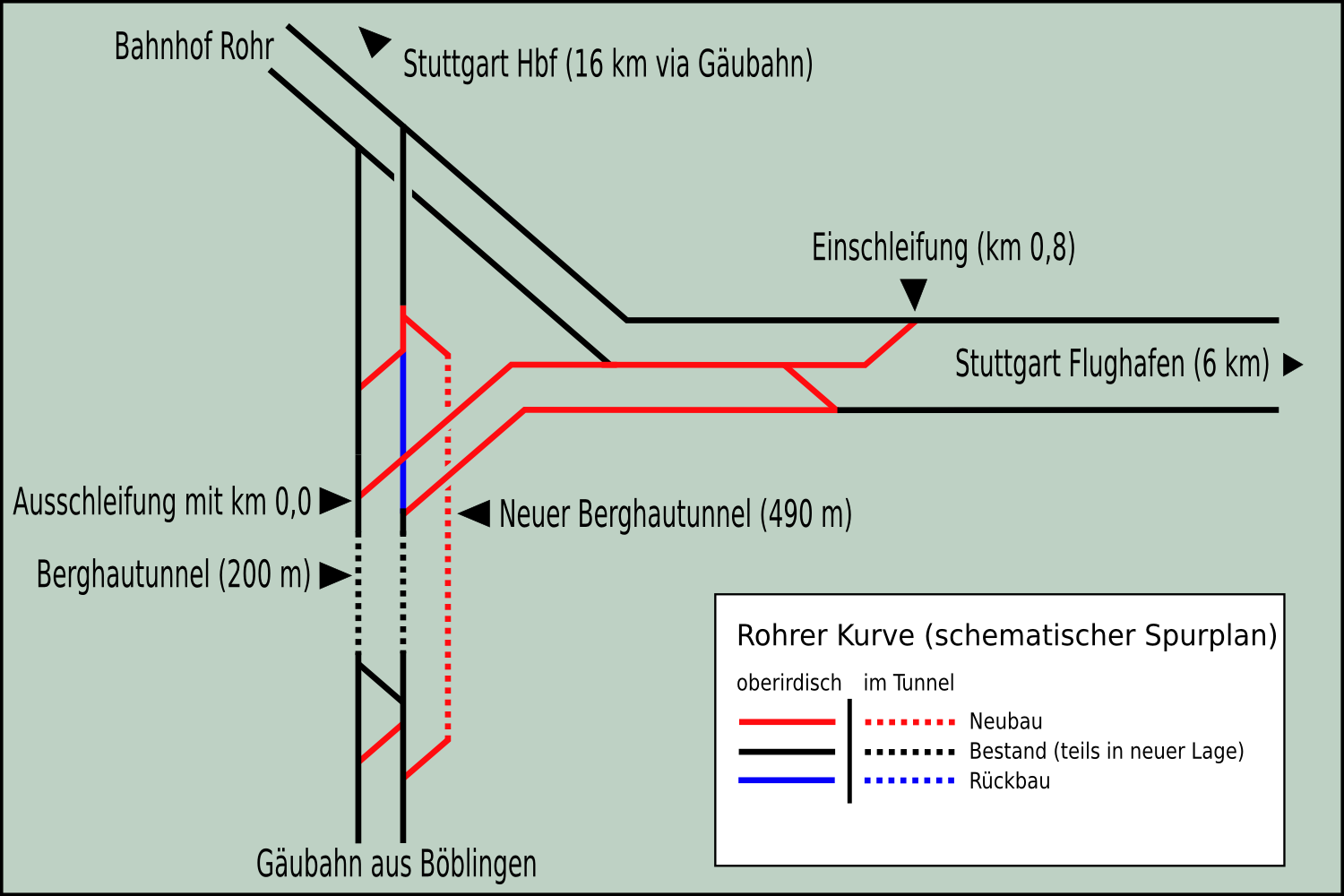
Planung für Rohrer Kurve und neuen Berghautunnel.

Im Rahmen von Stuttgart 21 war ursprünglich östlich parallel zusätzlich zum bestehenden Berghautunnel der Neue Berghautunnel als Überwerfungsbauwerk geplant. Der Tunnel sollte eingleisig, knapp 500 m lang sein und unter der Rohrer Kurve verlaufen und vor allem von der S-Bahn in Richtung Zentrum genutzt werden. Mit dem Beschluss zum Bau des Pfaffensteigtunnels wurden diese Pläne obsolet.